# Rameau occipital de l'artère occipitale
Les rameaux occipitaux de l'artère occipitale sont des artères systémiques paires de la tête.

## Origine
Les rameaux occipitaux naissent de l'artère occipitale lorsqu'elle est devenue superficielle dans la région occipitale.

## Trajet
Les rameaux occipitaux de l'artère occipitale se ramifient dans la zone postérieure du cuir chevelu.
Ils vascularisent le cuir chevelu occipital et pariétal, ainsi que le ventre occipital du muscle occipito-frontal.